# K2-18 b
K2-18 b, noto anche come EPIC 201912552 b, è un esopianeta che orbita attorno alla stella nana rossa K2-18, situata a circa 124 anni luce dalla Terra.
Il pianeta, scoperto attraverso il telescopio spaziale Kepler, ha circa otto volte la massa della Terra con un'orbita di 33 giorni. Si trova all'interno della zona abitabile della stella, rendendolo un candidato potenziale per la presenza di vita sul pianeta.
Nel 2019, in base all'analisi congiunta dei dati forniti dai telescopi Kepler, Hubble e Spitzer, due studi di ricerca indipendenti hanno concluso che vi sono quantità significative di vapore acqueo nell'atmosfera. È una scoperta rivoluzionaria, la prima di questo tipo per un pianeta all'interno della zona abitabile di una stella.
Nel 2023, l'esopianeta è stato osservato con il telescopio spaziale James Webb, che ha rilevato la presenza di metano e anidride carbonica nella sua atmosfera, che suggeriscono la presenza di un oceano d'acqua sotto a una atmosfera relativamente sottile e ricca d'idrogeno. Oltre a questi è stato rilevato anche il solfuro di dimetile (DMS), una potenziale biofirma che sulla Terra viene prodotta generalmente da forme di vita come il fitoplancton. Ciò nonostante gli scienziati puntualizzano che siano necessarie ulteriori osservazioni per confermare la presenza del DMS, inoltre la sua presenza potrebbe avere un'origine geologica o chimica e non dipendere dalla presenza di forme di vita.

## Scoperta
Il pianeta è stato scoperto con il metodo del transito nell'ambito della seconda parte della missione Kepler nel 2015. La stella madre è una nana rossa di classe M2.6 avente una massa e un raggio rispettivamente 0,36 e 0,41 volte quelli del Sole. Analisi spettroscopiche suggerirono che il pianeta avesse caratteristiche simili a un mininettuno, ossia a una versione più piccola del gigante gassoso. Il pianeta riceve il 94% della radiazione che riceve la Terra dal Sole e la sua temperatura di equilibrio è stata stimata essere di 274 K (equivalenti a 0,85 °C)
Nel 2017, osservazioni col telescopio spaziale Spitzer hanno confermato che il pianeta orbita nella zona abitabile di K2-18, con un periodo orbitale indicativo di 33 giorni circa; dato l'interesse mostrato, sono state programmate ulteriori osservazioni in futuro.

## Caratteristiche
Si stima che K2-18 b abbia un raggio di 2,71±0,07 r⊕ e una massa di 8,63±1,35 M⊕; a seconda della sua densità potrebbe essere una super Terra o, più probabilmente, un mininettuno senza superficie solida. Tuttavia, secondo studi del 2019, un confronto tra dimensioni, orbita e altre caratteristiche del pianeta con altri esopianeti rilevati ha suggerito che il pianeta potrebbe supportare un'atmosfera che contiene ulteriori specie chimiche oltre all'idrogeno e all'elio, normalmente presenti nei giganti gassosi. Poiché il pianeta orbita all'interno della zona abitabile, è possibile che abbia acqua liquida o ghiaccio in superficie.

## Abitabilità
Sono stati effettuati ulteriori studi utilizzando il telescopio spaziale Hubble, consentendo ulteriori misurazioni dell'atmosfera del pianeta. Due analisi separate di ricercatori dell'Università di Montréal e dell'Università College di Londra (UCL) basate sui dati di Hubble sono state pubblicate nel 2019. Entrambe hanno esaminato gli spettri della luce stellare che attraversa l'atmosfera del pianeta durante i transiti, scoprendo che K2-18b ha un'atmosfera di idrogeno ed elio con un'elevata concentrazione di vapore acqueo, che potrebbe variare da 0,01% a 12,5%, o arrivare anche fino al 50%, a seconda di quali altri elementi gassosi sono presenti nell'atmosfera. Ad alti livelli di concentrazione, il vapore acqueo sarebbe sufficiente a formare nuvole.
Altri analisti contestano l’affermazione che il pianeta sia potenzialmente abitabile. Un’analisi indica che è improbabile che i pianeti aventi 1,5 volte la massa della Terra abbiano una superficie rocciosa. Le dimensioni e la gravità di K2-18b renderebbero difficile per il mondo sostenere la vita. Tuttavia, trovare acqua in un esopianeta in una zona abitabile aiuta a capire come si formano i pianeti. Uno studio condotto da astronomi dell'Università di Cambridge ha considerato la struttura interna del pianeta e ha trovato una serie di possibili soluzioni, da un nucleo roccioso avvolto da uno spesso involucro di idrogeno a un pianeta costituito principalmente da acqua con un'atmosfera più sottile, come potrebbe essere un pianeta oceanico. Un sottoinsieme di queste soluzioni potrebbe consentire la presenza di acqua liquida sulla superficie del pianeta, anche se a temperature e pressioni superiori alle condizioni standard (STP). In uno degli ipotetici modelli sviluppati dagli astronomi il pianeta sarebbe composto da un nucleo di ferro e roccia sovrastato da uno spesso anello oceanico, sulla cui superficie la pressione di una sottile atmosfera, composta da idrogeno, elio e acqua sarebbe di 130 atmosfere e la temperatura di 287 K. 429 / 5000.
Una simulazione dettagliata dello spettro planetario nel 2020 ha indicato che la banda di assorbimento di 1,4 μm attribuita in precedenza all'acqua potrebbe essere dovuta al metano. Le firme spettrali del vapore acqueo non sarebbero dominanti nei pianeti freddi (sotto i 600 K). In uno studio del 2021 viene indicata che la presunta caratteristica spettrale di assorbimento dell'acqua potesse provenire da macchie stellari variabili nel tempo della stella madre, e non dall'atmosfera planetaria.
Nel 2023 K2-18b è stato osservato con il telescopio spaziale James Webb, il quale ha rivelato la presenza di molecole contenenti carbonio, tra cui metano e anidride carbonica, nella sua atmosfera. L'abbondanza di queste due molecole e la scarsità di ammoniaca supportano l'ipotesi che il pianeta possa essere un pianeta oceanico con un'atmosfera ricca di idrogeno. Inoltre il James Webb potrebbe aver fornito anche un possibile rilevamento di una molecola chiamata dimetil solfuro. Sulla Terra, questa molecola è prodotta solamente dalla vita, specialmente dal fitoplancton.
Si prevede che l'esopianeta verrà studiato ulteriormente dal telescopio spaziale ARIEL, che verrà lanciato nel 2029. Il telescopio ARIEL, come il James Webb, sarà dotato di strumenti progettati per determinare la composizione delle atmosfere degli esopianeti.